# Josef Estermann (Politiker)

Josef Estermann (1990)

Josef Estermann (* 22. Oktober 1947 in Luzern) ist ein Schweizer Politiker (SP) und ehemaliger Stadtpräsident von Zürich.

## Leben
Estermann wuchs in Kriens in der Innerschweiz auf. Er studierte Rechtswissenschaft an der Universität Zürich und schloss 1973 mit dem Lizenziat ab. Anschliessend arbeitete er als Baujurist in der Rekursabteilung der Baudirektion des Kantons Luzern und später als wissenschaftlicher Mitarbeiter des Stadtplanungsamtes Zürich. Von 1982 bis 1990 war er als Gutachter in Bau- und Planungsfragen Mitglied der Baurekurskommission in Zürich.
Von 1984 bis 1990 gehörte Estermann dem Gemeinderat der Stadt Zürich an. Von 1990 bis 2002 war Estermann Stadtpräsident von Zürich. 2003 kandidierte er erfolglos für den Ständerat.
Er war ab 1990 Mitglied im Verwaltungsrat des Opernhauses Zürich und von 2003 bis zum Ende der Spielzeit 2012/13 dessen Präsident, bevor er durch Markus Notter abgelöst wurde.
2001 erhielt Estermann den Fischhof-Preis, der von der Stiftung gegen Rassismus und Antisemitismus (GRA) und der Gesellschaft Minderheiten in der Schweiz (GMS) vergeben wird.
Josef Estermann ist seit 1979 mit Magi Estermann-Juchler verheiratet.

## Publikationen (Auswahl)
- In den Fängen der Macht. Reflexion zum Text der Kantate von Johann Sebastian Bach: Preise, Jerusalem, den Herrn, BWV 119. Anlässlich der Aufführung am 19. September 2014 in St. Peter (Zürich).
  - als DVD: Preise, Jerusalem, den Herrn.  Maria Weber (Sopran), Margot Oitzinger (Alt), Bernhard Berchtold (Tenor), Matthias Helm (Bass), Chor und Orchester der J. S. Bach-Stiftung, Rudolf Lutz.  Samt Einführungsworkshop sowie Reflexion von Josef Estermann. Gallus Media, 2015.[4]